# Katholische Sozialwissenschaftliche Zentralstelle Mönchengladbach
Die Katholische Sozialwissenschaftliche Zentralstelle Mönchengladbach (KSZ) war eine überdiözesane Einrichtung der römisch-katholischen Kirche in Trägerschaft der Deutschen Bischofskonferenz und des Zentralkomitees der deutschen Katholiken zur Auseinandersetzung mit grundlegenden sozialethischen Fragen, die das Zusammenleben in Kirche und Gesellschaft betreffen.

## Geschichte
Die Katholische Sozialwissenschaftliche Zentralstelle wurde aufgrund eines 1961 gefassten Beschlusses der Deutschen Bischofskonferenz (DBK) gegründet. Am 12. Februar 1963 erfolgte die Eintragung als eingetragener Verein mit Sitz in Mönchengladbach. Gründungsdirektor war Gustav Gundlach SJ. Von 1963 bis 2010 war Anton Rauscher SJ Direktor der KSZ; ihm folgten im April 2010 Peter Schallenberg (Direktor) und Arnd Küppers (Stellvertretender Direktor).
Die KSZ ist der Kommission für gesellschaftliche und soziale Fragen der Deutschen Bischofskonferenz zugeordnet.
Nach einem entsprechenden Beschluss in der DBK und dem Verband der Diözesen Deutschlands (VDD) stellte die KSZ Ende 2024 ihre Arbeit ein.

## Tätigkeit
Ziel des Institutes war die Auseinandersetzung mit der christlichen Weltverantwortung. Im Mittelpunkt der Tätigkeit der KSZ stand die wissenschaftliche Auseinandersetzung mit sozialen und gesellschaftspolitischen Fragen auf der Grundlage der Katholischen Soziallehre und der Christlichen Sozialethik.
Dieser Arbeitsschwerpunkt der Katholischen Sozialwissenschaftlichen Zentralstelle Mönchengladbach war rückgebunden an Aussagen in der Pastoralkonstitution „Gaudium et spes“ des Zweiten Vatikanischen Konzils, die den inneren Zusammenhang von religiösem Leben und gesellschaftlicher Tätigkeit des Christen betonen. Dabei ist es ihre Aufgabe, den Glauben dadurch zu verkünden, dass man versucht, die katholische  Soziallehre in den gesellschaftlichen Diskurs einzubringen und auch politische Angelegenheiten einer sittlichen Beurteilung zu unterstellen, wenn die Grundrechte der menschlichen Person es erfordern.
Seit 1973 gab die KSZ die Schriftenreihe Kirche und Gesellschaft heraus, die einen Beitrag zur Information und Orientierung  christlicher Weltverantwortung leisten möchte. Jährlich erscheinen zehn Hefte von jeweils 16 Seiten. 2013 erschien das 400. Heft.
Daneben gab die KSZ seit 2012 die Publikationsreihe Sozialethik im Diskurs heraus, in der zum einen Tagungsbände der KSZ und zum anderen wissenschaftlich herausragende Dissertationen im Fach Sozialethik veröffentlicht werden.
Die Katholische Sozialwissenschaftliche Zentralstelle führt wissenschaftliche Veranstaltungen durch, wie die seit 1968 stattfindenden „Sozialethiker-Tagungen“ in Mönchengladbach. Daneben ist sie gemeinsam mit der Arbeitsgemeinschaft der Sozialethiker und Sozialethikerinnen des deutschsprachigen Raums Mitveranstalter der Berliner Werkstattgespräche. Seit 1998 wurde die Arbeit des KSZ durch einen Kreis der Freunde und Förderer der Katholischen Sozialwissenschaftlichen Zentralstelle unterstützt.